# 히즈 마스터 보이스

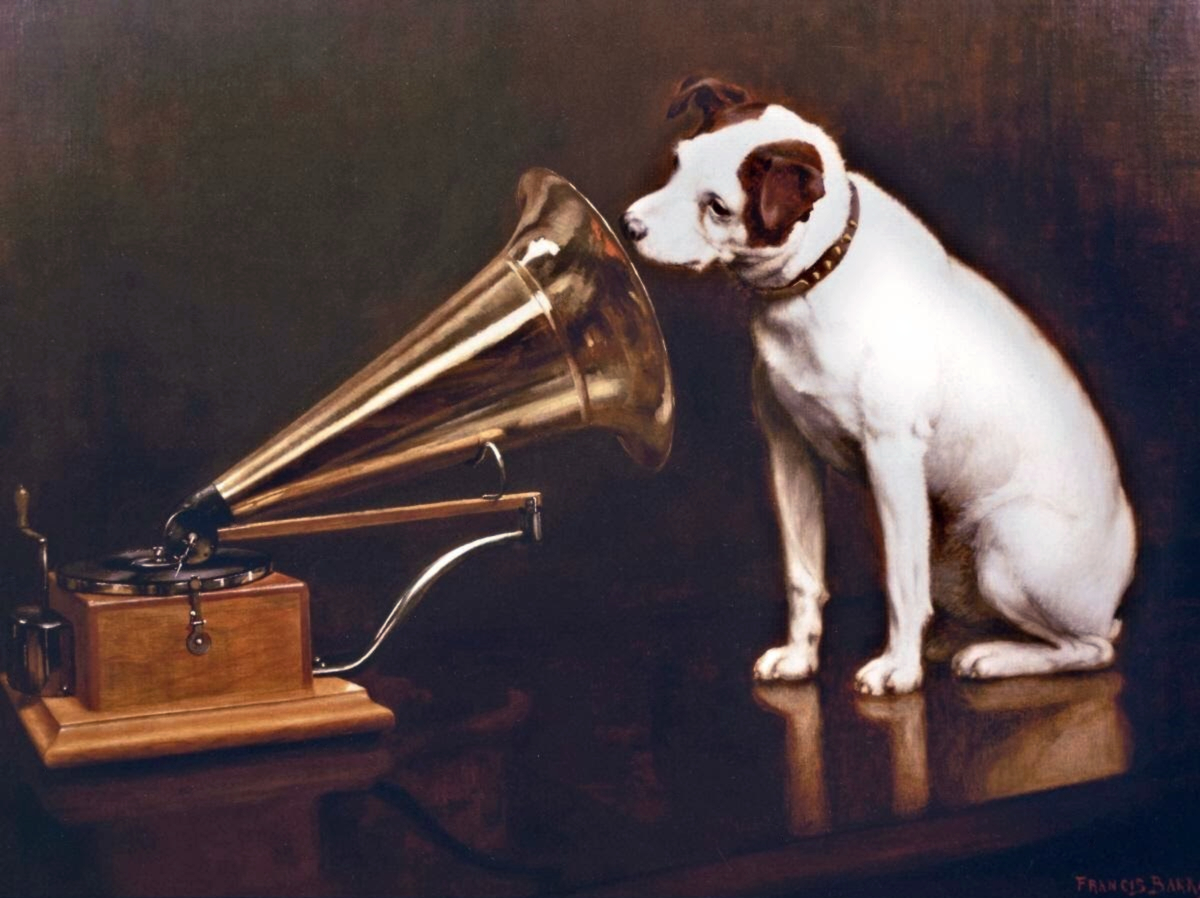

히즈 마스터 보이스(His Master's Voice, HMV)는 영국의 대 음반사의 비공식 이름으로, 음반 업계에서 유명한 상징이다. 이 문구는, 1890년대경 니퍼라고 하는 테리어 잡종견이 손잡이형 그래모폰을 듣고 있는 그림의 제목에서 따 왔다. 원래 그림에선, 실린더형 포노그래프를 듣고 있었다. 1970년대부터 EMI는 구리도금을 입힌 개와 축음기 조상을 히즈 마스터 보이스라고 이름 붙이고, 100,000장 음반을 판매한 아티스트, 프로듀서, 작곡가에게 음악상으로서 수여했다.